# Vasileios Pliatsikas
Vasileios Pliatsikas (griechisch Βασίλειος Πλιάτσικας [vaˈsiliɔs ˈplʲatsikas]; * 14. April 1988 in Athen) ist ein griechischer ehemaliger Fußballspieler.

## Karriere

### Vereine
Pliatsikas begann seine Karriere beim FC Chaidari, einem Verein aus einem Vorort von Athen. In der Saison 2004/05 gehörte er dort zum Kader der ersten Mannschaft. Zur Saison 2005/06 wechselte er zu AEK Athen. Mit AEK nahm er in den Spielzeiten 2005/06 und 2007/08 am UEFA-Pokal und 2006/07 an der UEFA Champions League teil. Im Sommer 2009 wechselte er von Athen zum FC Schalke 04. Beim FC Schalke 04 unterschrieb er einen Vierjahresvertrag. Pliatsikas sollte auf Schalke den verletzten Jermaine Jones ersetzen. Der defensive Mittelfeldspieler wurde dem FC Schalke 04 von Otto Rehhagel empfohlen.
Nachdem er sich auf Schalke nicht durchsetzen konnte, wurde Pliatsikas in der Saison 2011/12 an den MSV Duisburg ausgeliehen. Am ersten Spieltag erhielt er die gelb-rote Karte, dasselbe Schicksal ereilte ihn am fünften Spieltag. Sein erstes Tor für den MSV Duisburg schoss Pliatsikas am 15. Oktober 2011 gegen den FC Ingolstadt 04. Im Sommer 2012 kehrte er zum FC Schalke 04 zurück, wo er in der Saison 2012/13 ausschließlich dem Kader der in der Regionalliga West spielenden zweiten Mannschaft angehörte. Nachdem er in der Saison 2013/14 zunächst ein halbes Jahr vereinslos geblieben war, schloss er sich im Februar 2014 dem ukrainischen Erstligisten Metalurh Donezk an. Im Sommer 2014 wechselte er zu Astra Giurgiu nach Rumänien. Schon nach einem halben Jahr kehrte er in die Ukraine zurück. Nach einem halben Jahr ohne Verein, schloss er sich im Januar 2016 dem slowakischen Verein ŠK Slovan Bratislava an. Im Januar 2017 löste er seinen Vertrag wieder auf und schloss sich kurze Zeit später Panionios Athen an. Er kam nur zu einem einzigen Einsatz und verließ den Verein Richtung AO Platanias. Letzte Stationen seiner Karriere waren PAS Lamia 1964 und Panachaiki.

### Nationalmannschaft
Pliatsikas nahm mit der griechischen U19-Nationalmannschaft an der U-19-Fußball-Europameisterschaft 2007 teil und erreichte dort das Finale, welches jedoch gegen Spanien verloren wurde. Für das Spiel gegen Luxemburg am 6. September 2008 wurde Pliatsikas erstmals von Trainer Otto Rehhagel in den Kader der griechischen Fußballnationalmannschaft berufen, kam jedoch nicht zum Einsatz. Sein erster Einsatz folgte am 19. November 2008, als er beim Spiel gegen Italien eingewechselt wurde.